# Salvador Minguijón
Juan Salvador Minguijón Adrián (Calatayud, 23 de junio de 1874 - Zaragoza, 15 de julio de 1959) fue un jurista e historiador del derecho español, académico de la Real Academia de Ciencias Morales y Políticas.

## Biografía
En 1896 se licenció en Filosofía y Letras en la Universidad de Zaragoza y en 1900 en Derecho en la Universidad Central de Madrid, donde se doctoró en 1906 con un estudio sobre la responsabilidad civil extracontractual.
Militante carlista, en 1914 planteó para el tradicionalismo una estrategia conocida como «minimismo», que consistía en la aproximación de los carlistas con católicos independientes para ir, poco a poco, cambiando el régimen liberal, sin dar prioridad a la cuestión dinástica.
Fue uno de los fundadores del Grupo de la Democracia Cristiana, primer y efímero partido de la corriente democristiana en España; y miembro destacado de la Escuela Social de Zaragoza.

## Obras
- La Crisis del tradicionalismo en España (1914)